# Stade Tata Raphaël
Das Stade Tata-Raphaël (deutsch Vater-Raphael-Stadion) ist ein Fußballstadion im Stadtbezirk Kalamu von Kinshasa, der Hauptstadt der Demokratischen Republik Kongo. Zur Eröffnung 1952 trug es den Namen  Stade Roi Baudouin (nach dem belgischen König Baudouin) und ab 1967 Stade du 20 Mai (nach dem Gründungsdatum von Mobutus Einheitspartei MPR 1967). Mit dem Sturz des Regimes von Mobutu Sese Seko 1997, wurde das Stadion in „Stade Tata Raphaël“ umbenannt, nach dem belgischen Missionar und Begründer wichtiger kongolesischer Sportinstitutionen, Raphaël de la Kethulle de Ryhove, genannt Tata Raphaël.
Es wird hauptsächlich für Fußballspiele genutzt und bietet 30.000 Pätze.

## Veranstaltungen
Die bekannteste Veranstaltung, die im Stadion ausgetragen wurde, war der Rumble in the Jungle, ein Boxkampf zwischen Muhammad Ali und George Foreman über den Weltmeistertitel der WBC/WBA im Schwergewicht am 30. Oktober 1974. Sechs Wochen vor dem Boxkampf fand das Musikfestival Zaire 74 mit Künstlern wie James Brown und B. B. King statt.
Die Anlage war auch der Hintergrund für die Dokumentation über die kongolesische Boxerin Victoire Terminus.
Im Stadion fand das Finale der CAF Champions League 2014 (Hinspiel) mit dem AS Vita Club aus Kinshasa statt.